# Vásárosdombó
Vásárosdombó is een plaats (község) en gemeente in het Hongaarse comitaat Baranya. Vásárosdombó telt 1165 inwoners (2001).